# لودویگ کویده
لودویگ کویده (آلمانی: Ludwig Quidde; ۲۳ مارس ۱۸۵۸ – ۴ مارس ۱۹۴۱) یک مورخ و سیاستمدار آلمانی و صلح طلب بود که عمدتاً به خاطر انتقادات تندش به امپراتور آلمان ویلهلم دوم شناخته می‌شود.طول عمر سیاسی کویده چهار دوره مختلف تاریخ آلمان را در بر می‌گیرد: بیسمارک (تا سال ۱۸۹۰)؛ امپراتوری هون تسولرن تحت ویلهلم دوم (۱۸۱۸–۱۹۸۸)؛ جمهوری وایمار (۱۹۱۸–۱۹۳۳)؛ و در نهایت، آلمان نازی. در سال ۱۹۲۷، او موفق به کسب جایزه صلح نوبل شد.